# Mirna Mazić
Mirna Mazić (Zagabria, 24 dicembre 1985) è un'ex cestista croata.

## Carriera
Con la Croazia ha disputato i Giochi olimpici di Londra 2012 e due edizioni dei Campionati europei (2011, 2015).